# Marc Gené
Marc Gené Guerrero (Sabadell, Barcelona; 29 de marzo de 1974) es un expiloto de automovilismo español. Desde 2005, fue piloto de pruebas y desarrollo para Ferrari en Fórmula 1, donde actualmente es embajador de la escudería. En Fórmula 1 fue piloto titular durante dos temporadas para Minardi y más tarde con Williams. Es junto con Fernando Alonso y Miguel Molina, el único español ganador absoluto de las 24 Horas de Le Mans, lo hizo en 2009. También fue ganador de las 12 horas de Sebring en 2010 siendo el único piloto español en conseguir imponerse en ambas pruebas, faltándole tan solo la victoria en las 24 Horas de Daytona para completar la Triple Corona de la resistencia. 
Colabora en la retransmisión de Fórmula 1 en los canales de televisión de DAZN F1 (España) y Sky Sport F1 (Italia). 
Es hermano del piloto Jordi Gené.

## Biografía
Marc Gené empezó en el mundo de los karts cuando tenía tan solo 13 años y ganó el campeonato de Cataluña en la categoría de iniciación. En 1990 ganó el campeonato de España de Karting en categoría Sénior, siendo el piloto más joven en lograrlo. 
Además de su gran pasión por los coches, Marc se licenció en Económicas y ha sido auditor en la empresa PWC, y tiene en mente realizar un MBA cuando deje los circuitos.

## Trayectoria
Pasó a los monoplazas en 1992, obteniendo el quinto puesto en la Fórmula Ford Española. En 1993 fue subcampeón europeo de Fórmula Ford y llegó segundo en el Festival de Fórmula Ford.
Luego disputó la Fórmula 3 Británica, donde resultó novato del año en 1994 y décimo en 1995. En 1996 se coronó campeón de la FISA Superfórmula. En 1997 disputó la Fórmula 3000 Internacional, logrando como mejor resultado un octavo lugar en Hockenheim.
Gené ganó el Euro Open by Nissan en 1998, lo que le consiguió una prueba con el modesto equipo de F1 Minardi. En esta prueba convenció a los responsables del equipo italiano, y con el apoyo de Telefónica, logró un asiento oficial en ese equipo.

### Fórmula 1
En 1999, Gené debutó en la F1 al volante de un Minardi M01, logrando un punto en el Gran Premio de Europa al finalizar en sexta posición. Marc superó a su compañero de equipo Luca Badoer y fue nombrado "Mejor debutante del año 1999". No pudo repetir la hazaña al año siguiente, pero volvió a mostrar un rendimiento mayor que el de su compañero.

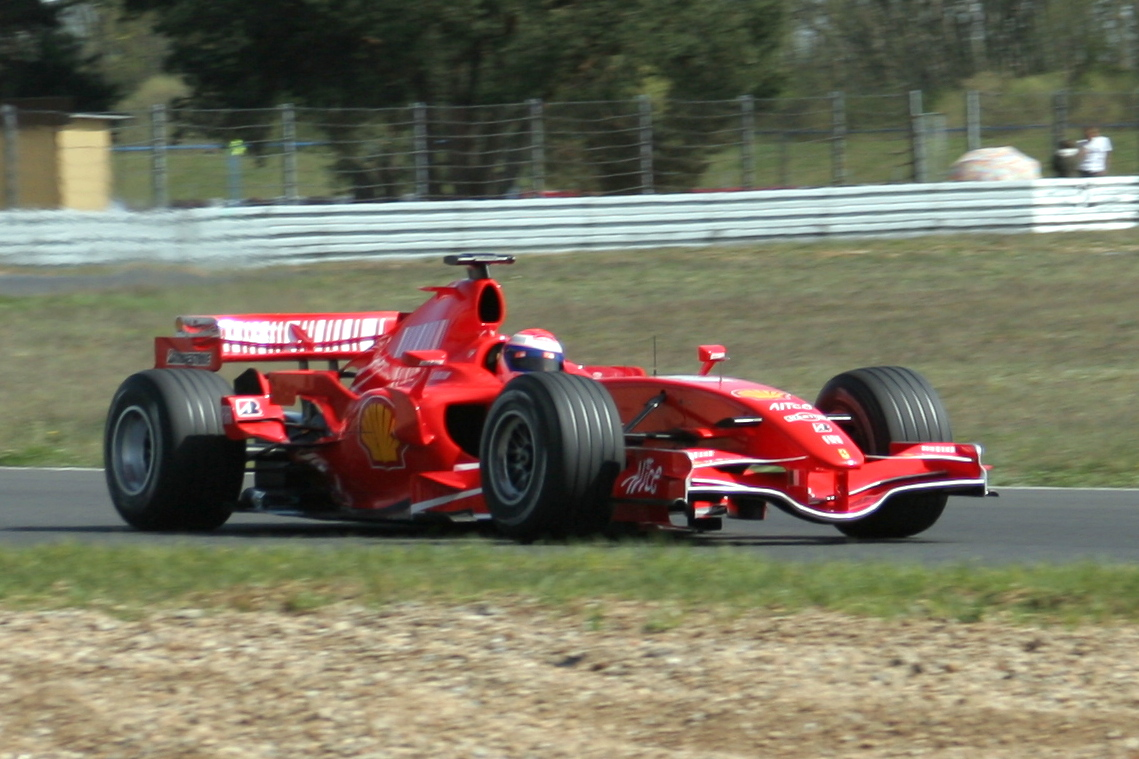
Marc Gené en un test de Ferrari en 2007.

En 2001, probablemente gracias a su gran actuación en Indianápolis, Gené pasó a formar parte de la escudería BMW Williams como piloto de pruebas, donde permaneció hasta el año 2004. En 2003, disputó una carrera sustituyendo al lesionado Ralf Schumacher, en la que consiguió un meritorio quinto puesto. En 2004, también sustituyó en dos ocasiones de nuevo a Ralf Schumacher. Sin embargo, el Williams no se mostró muy competitivo en esas carreras y además tuvo problemas técnicos, logrando Marc unas discretas posiciones que hicieron que Antônio Pizzonia le reemplazara el resto del año y le alejaron de uno de los asientos oficiales en Williams que quedaban libres por la marcha de Ralf y de Juan Pablo Montoya.
A finales de 2004, Marc fichó como piloto probador de Ferrari para la temporada 2005. A finales de 2007 renovó el contrato como piloto probador de la Scuderia para la temporada 2008 junto a Luca Badoer; pero les disminuyó el trabajo a causa de la reducción de entrenamientos de pretemporada, ya que Bridgestone se convirtió en la única marca suministradora de neumáticos de la Fórmula 1 desde 2007.

### Resistencia

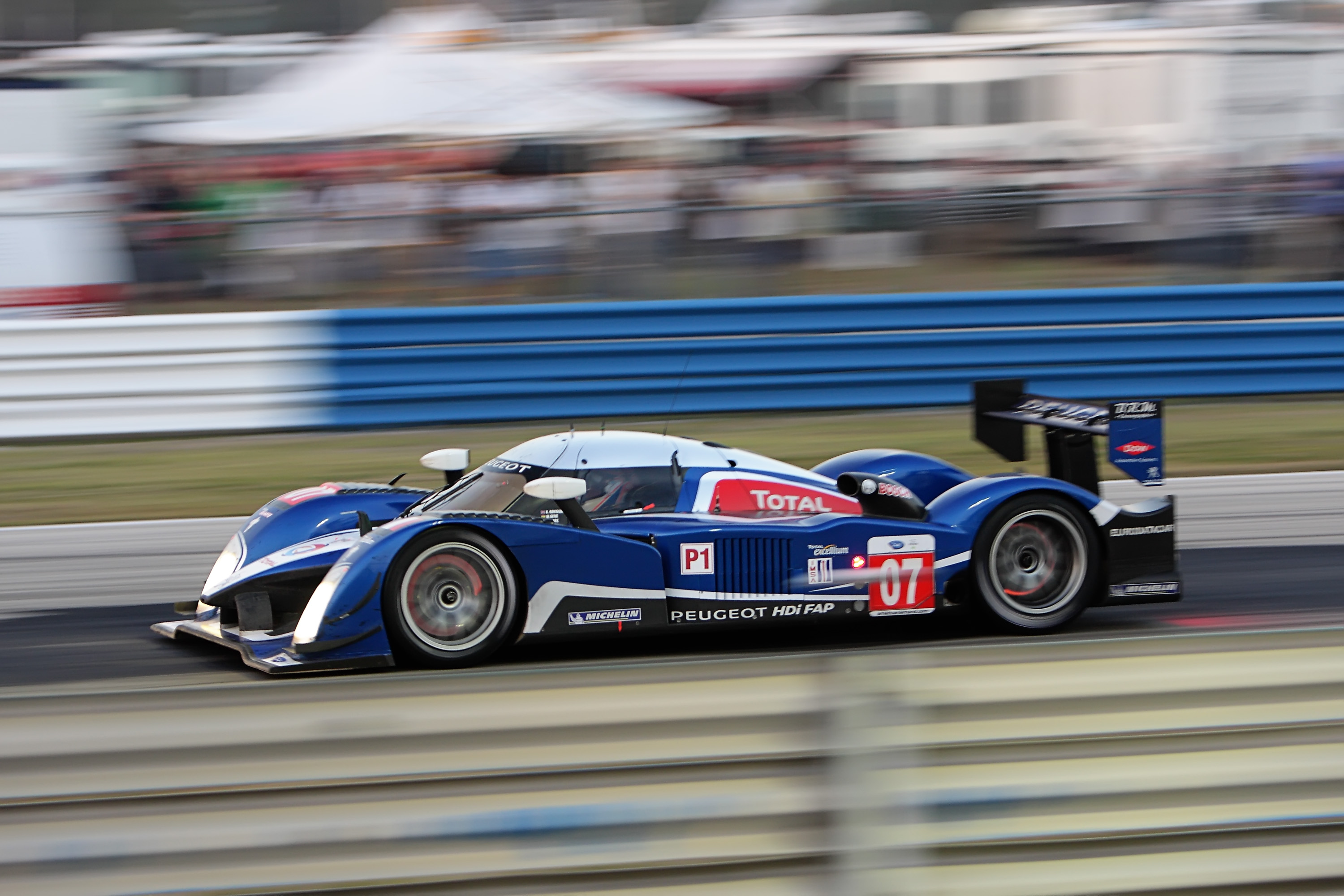
Peugeot 908 HDI FAP con el que Gené ganó las 12 Horas de Sebring en 2010

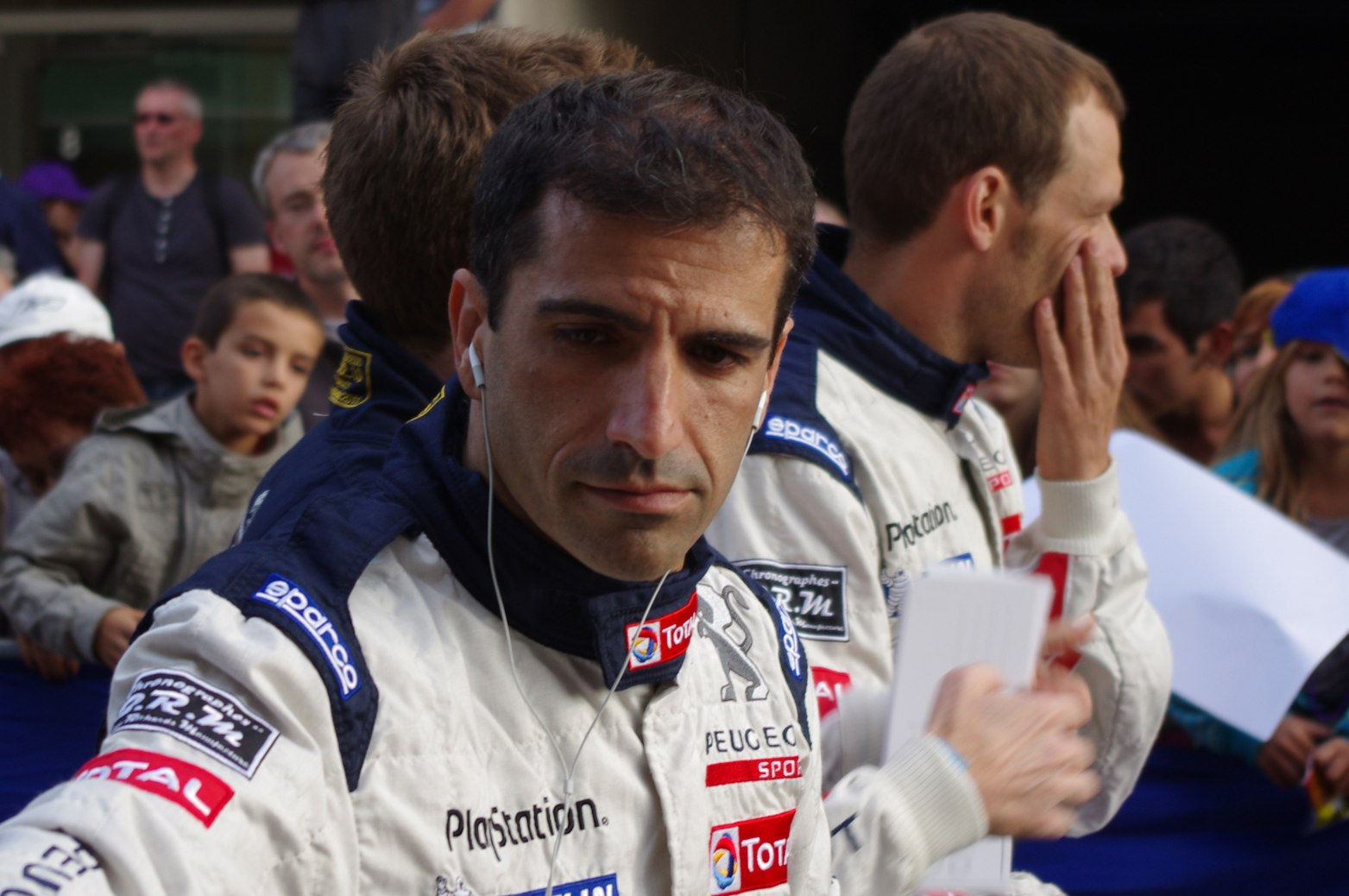
Gené en las 24 Horas de Le Mans 2011

En el año 2007, Gené compartió las labores de piloto de pruebas de Ferrari con las de piloto oficial de Peugeot en la mítica carrera de las 24 Horas de Le Mans y las carreras de Le Mans Series, consiguiendo el cuarto puesto en la clasificación general del campeonato tras dos victorias en los 1000 km de Monza y los 1000 km de Silverstone.
En 2008, el piloto llegó segundo en las 24 Horas de Le Mans junto a Jacques Villeneuve y Nicolas Minassian, luego de liderar la carrera durante siete horas.
El 14 de junio de 2009, Gené se convirtió en el primer español en ganar las 24 Horas de Le Mans compartiendo pilotaje con Alexander Wurz y David Brabham al volante de un Peugeot 908 HDI FAP.
El 21 de marzo de 2010, Gené se convirtió en el segundo español tras Fermín Vélez en ganar las 12 Horas de Sebring compartiendo pilotaje con Alexander Wurz y Anthony Davidson al volante de un Peugeot 908 HDI FAP.
Gené pasó a pilotar un Peugeot 908 oficial en 2011. Obtuvo el cuarto puesto en las 24 Horas de Le Mans junto a Davidson y Wurz.
Peugeot dejó de competir en resistencia en 2012. Tras fichar como piloto reserva de Audi, le tocó sustituir a Timo Bernhard, que estaba convaleciente de las lesiones que sufrió en unos entrenamientos en el trazado estadounidense de Sebring. Así, el 5 de mayo de 2012 ganó con Audi las 6 Horas de Spa-Francorchamps al volante de un Audi R18, y llegó cuarto en las 24 Horas de Le Mans.
En 2013, Gené volvió a correr en Spa-Francorchamps y Le Mans con Audi, resultando tercero junto a Lucas di Grassi y Oliver Jarvis. 
Al año siguiente, corrió en Spa-Francorchamps con un Zytek-Nissan del equipo Jota Sport de clase LMP2, donde resultó noveno en su clase y séptimo absoluto. Participó en las 24 Horas de Le Mans como reemplazante del lesionado Loïc Duval en Audi, y junto con Di Grassi y Tom Kristensen llegaron en segundo lugar.
En 2015, Gené fue el primer piloto contratado por Nissan para pilotar uno de los Nissan GT-R LM NISMO de la clase LMP1 en el Campeonato Mundial de Resistencia, sin embargo, no llegó a disputar ninguna carrera con la marca japonesa.
Desde 2005, ha trabajado como piloto de pruebas y desarrollo para el equipo Ferrari de Fórmula 1. Gené es embajador de la marca y trabaja en estrecha colaboración con los patrocinadores y socios comerciales del equipo Ferrari.
En 2023 se convirtió en nuevo embajador de Abarth.

## Comentarista
Durante la temporada 2004 de F1, Gené formó parte del equipo de comentaristas de Telecinco para algunas carreras. Desde 2010, ha colaborado en las retransmisiones de La Sexta, posteriormente de Antena 3 y Movistar F1 y actualmente en DAZN F1. Antes participaba en todas las sesiones (incluida la carrera), pero desde 2013 colabora en las sesiones de viernes, sábados y el domingo en la previa y el post de la carrera, pero para comentar las carreras trabaja con Sky Sport Italia.

## Vida personal
Además de piloto y comentarista, Gené es licenciado en economía. Habla fluidamente 6 idiomas: castellano, alemán, catalán, inglés, italiano y francés. Su hermano mayor, Jordi, también se dedicó al automovilismo, compitiendo en diversos campeonatos de turismos.

## Resumen de trayectoria
| Temporada | Series                               | Escudería                    | Carreras          | Victorias         | Poles             | VR                | Podios            | Puntos            | Pos.              |
| --------- | ------------------------------------ | ---------------------------- | ----------------- | ----------------- | ----------------- | ----------------- | ----------------- | ----------------- | ----------------- |
| 1992      | Fórmula Ford 1600 Española           | Team Caroche                 | ?                 | 1                 | 2                 | ?                 | ?                 | 48                | 6.º               |
| 1992      | Fórmula Ford Festival                | Team Caroche                 |                   |                   |                   |                   |                   |                   | NQ?               |
| 1993      | Fórmula Ford Europea                 | Manor Motorsport             | ?                 | 1                 | 0                 | 1                 | 3                 | 47                | 2.º               |
| 1993      | Fórmula Ford Festival                | Manor Motorsport             |                   |                   |                   |                   |                   |                   | 2.º               |
| 1994      | Fórmula 3 Británica                  | Alan Docking Racing          | 17                | 0                 | 0                 | 0                 | 0                 | 19                | 15.º              |
| 1995      | Fórmula 3 Británica                  | West Surrey Racing           | 18                | 0                 | 0                 | 1                 | 1                 | 59                | 11.º              |
| 1996      | Fisa Golden Cup Superformula         | ?                            | ?                 | ?                 | ?                 | ?                 | ?                 | ?                 | 1.º               |
| 1997      | Fórmula 3000 Internacional           | Pacific Racing               | 2                 | 0                 | 0                 | 0                 | 0                 | 0                 | 25.º              |
| 1997      | Fórmula 3000 Internacional           | Nordic Racing                | 4                 | 0                 | 0                 | 0                 | 0                 | 0                 | 25.º              |
| 1998      | Open by Nissan                       | Adrián Campos Motorsport     | 14                | 6                 | 3                 | 4                 | 9                 | 178               | 1.º               |
| 1999      | Formula 1                            | Fondmetal Minardi Team       | 16                | 0                 | 0                 | 0                 | 0                 | 1                 | 18.º              |
| 2000      | Formula 1                            | Telefónica Minardi Fondmetal | 17                | 0                 | 0                 | 0                 | 0                 | 0                 | 19.º              |
| 2001      | Formula 1                            | BMW WilliamsF1 Team          | Piloto de pruebas | Piloto de pruebas | Piloto de pruebas | Piloto de pruebas | Piloto de pruebas | Piloto de pruebas | Piloto de pruebas |
| 2002      | Formula 1                            | BMW WilliamsF1 Team          | Piloto de pruebas | Piloto de pruebas | Piloto de pruebas | Piloto de pruebas | Piloto de pruebas | Piloto de pruebas | Piloto de pruebas |
| 2003      | World Series by Nissan               | Adrián Campos Motorsport     | 10                | 1                 | 0                 | 0                 | 2                 | 54                | 12.º              |
| 2003      | Formula 1                            | BMW WilliamsF1 Team          | 1                 | 0                 | 0                 | 0                 | 0                 | 4                 | 17.º              |
| 2004      | Formula 1                            | BMW WilliamsF1 Team          | 2                 | 0                 | 0                 | 0                 | 0                 | 0                 | 23.º              |
| 2005      | Formula 1                            | Scuderia Ferrari Marlboro    | Piloto de pruebas | Piloto de pruebas | Piloto de pruebas | Piloto de pruebas | Piloto de pruebas | Piloto de pruebas | Piloto de pruebas |
| 2006      | American Le Mans Series              | Risi Competizione            | 2                 | 0                 | 0                 | 0                 | 0                 | 18                | 22.º              |
| 2006      | Formula 1                            | Scuderia Ferrari Marlboro    | Piloto de pruebas | Piloto de pruebas | Piloto de pruebas | Piloto de pruebas | Piloto de pruebas | Piloto de pruebas | Piloto de pruebas |
| 2007      | Le Mans Series - LMP1                | Team Peugeot Total           | 6                 | 3                 | 0                 | 0                 | 4                 | 33                | 4.º               |
| 2007      | Formula 1                            | Scuderia Ferrari Marlboro    | Piloto de pruebas | Piloto de pruebas | Piloto de pruebas | Piloto de pruebas | Piloto de pruebas | Piloto de pruebas | Piloto de pruebas |
| 2008      | Le Mans Series - LMP1                | Team Peugeot Total           | 5                 | 2                 | 0                 | 0                 | 3                 | 32                | 3.º               |
| 2008      | Formula 1                            | Scuderia Ferrari Marlboro    | Piloto de pruebas | Piloto de pruebas | Piloto de pruebas | Piloto de pruebas | Piloto de pruebas | Piloto de pruebas | Piloto de pruebas |
| 2009      | Le Mans Series - LMP1                | Team Peugeot Total           | 1                 | 0                 | 0                 | 0                 | 0                 | 0                 | NC                |
| 2009      | Formula 1                            | Scuderia Ferrari Marlboro    | Piloto de pruebas | Piloto de pruebas | Piloto de pruebas | Piloto de pruebas | Piloto de pruebas | Piloto de pruebas | Piloto de pruebas |
| 2010      | Le Mans Series - LMP1                | Team Peugeot Total           | 1                 | 0                 | 0                 | 0                 | 0                 | 15                | 22.º              |
| 2010      | Copa Intercontinental Le Mans - LMP1 | Team Peugeot Total           |                   |                   |                   |                   |                   |                   |                   |
| 2011      | Le Mans Series - LMP1                | Team Peugeot Total           | 1                 | 1                 | 0                 | 0                 | 0                 | 0                 | NC                |
| 2011      | Copa Intercontinental Le Mans - LMP1 | Team Peugeot Total           |                   |                   |                   |                   |                   |                   |                   |
| 2012      | FIA WEC - LMP1                       | Audi Sport Team Joest        | 2                 | 1                 | 0                 | 0                 | 0                 | 49                | 11.º              |
| 2013      | FIA WEC - LMP1                       | Audi Sport Team Joest        | 2                 | 0                 | 0                 | 0                 | 2                 | 45                | 9.º               |
| 2014      | FIA WEC - LMP1                       | Audi Sport Team Joest        | 1                 | 0                 | 0                 | 0                 | 1                 | 36                | 12.º              |
| Fuente:   |                                      |                              |                   |                   |                   |                   |                   |                   |                   |

## Resultados

### Fórmula 1
(Clave) (negrita indica pole position) (cursiva indica vuelta rápida)

| Año     | Escudería                    | 1       | 2       | 3       | 4       | 5       | 6       | 7       | 8      | 9      | 10     | 11      | 12     | 13      | 14    | 15     | 16      | 17      | 18  | Pos. | Puntos |
| ------- | ---------------------------- | ------- | ------- | ------- | ------- | ------- | ------- | ------- | ------ | ------ | ------ | ------- | ------ | ------- | ----- | ------ | ------- | ------- | --- | ---- | ------ |
| 1999    | Fondmetal Minardi Ford       | AUS Ret | BRA 9   | SMR 9   | MON Ret | ESP Ret | CAN 8   | FRA Ret | GBR 15 | AUT 11 | GER 9  | HUN 17  | BEL 16 | ITA Ret | EUR 6 | MYS 9  | JPN Ret |         |     | 18.º | 1      |
| 2000    | Telefónica Minardi Fondmetal | AUS 8   | BRA Ret | SMR Ret | GBR 14  | ESP 14  | EUR Ret | MON Ret | CAN 16 | FRA 15 | AUT 8  | GER Ret | HUN 15 | BEL 14  | ITA 9 | USA 12 | JPN Ret | MYS Ret |     | 18.º | 0      |
| 2003    | BMW WilliamsF1 Team          | AUS     | MYS     | BRA     | SMR     | ESP     | AUT     | MON     | CAN    | EUR    | FRA    | GBR     | GER    | HUN     | ITA 5 | USA    | JPN     |         |     | 17.º | 4      |
| 2004    | BMW WilliamsF1 Team          | AUS     | MYS     | BHR     | SMR     | ESP     | MON     | EUR     | CAN    | USA    | FRA 10 | GBR 12  | GER    | HUN     | BEL   | ITA    | CHN     | JPN     | BRA | 22.º | 0      |
| Fuente: |                              |         |         |         |         |         |         |         |        |        |        |         |        |         |       |        |         |         |     |      |        |

### 24 Horas de Le Mans
| Año  | Equipo                | Copilotos                            | Automóvil               | Clase | Vueltas | Pos. | Pos. Clase |
| ---- | --------------------- | ------------------------------------ | ----------------------- | ----- | ------- | ---- | ---------- |
| 2007 | Team Peugeot Total    | Nicolas Minassian Jacques Villeneuve | Peugeot 908 HDI FAP     | LMP1  | 338     | DNF  | DNF        |
| 2008 | Team Peugeot Total    | Nicolas Minassian Jacques Villeneuve | Peugeot 908 HDI FAP     | LMP1  | 381     | 2.º  | 2.º        |
| 2009 | Team Peugeot Total    | David Brabham Alexander Wurz         | Peugeot 908 HDI FAP     | LMP1  | 382     | 1.º  | 1.º        |
| 2010 | Team Peugeot Total    | Alexander Wurz Anthony Davidson      | Peugeot 908 HDI FAP     | LMP1  | 360     | DNF  | DNF        |
| 2011 | Team Peugeot Total    | Anthony Davidson Alexander Wurz      | Peugeot 908             | LMP1  | 351     | 4.º  | 4.º        |
| 2012 | Audi Sport Team Joest | Romain Dumas Loïc Duval              | Audi R18 ultra          | LMP1  | 366     | 5.º  | 5.º        |
| 2013 | Audi Sport Team Joest | Oliver Jarvis Lucas di Grassi        | Audi R18 e-tron quattro | LMP1  | 347     | 3.º  | 3.º        |
| 2014 | Audi Sport Team Joest | Tom Kristensen Lucas di Grassi       | Audi R18 e-tron quattro | LMP1  | 376     | 2.º  | 2.º        |

### Campeonato Mundial de Resistencia de la FIA
(Clave) (negrita indica pole position) (cursiva indica vuelta rápida)

| Año  | Escudería             | Clase | Automóvil               | 1   | 2   | 3   | 4   | 5   | 6   | 7   | 8   | Pos. | Puntos | Ref.   |
| ---- | --------------------- | ----- | ----------------------- | --- | --- | --- | --- | --- | --- | --- | --- | ---- | ------ | ------ |
| 2012 | Audi Sport Team Joest | LMP1  | Audi R18 e-tron quattro | SEB | SPA | LMS | SIL | SÃO | BHR | FUJ | SHA | 11.º | 49     | [ 21 ] |
| 2012 | Audi Sport Team Joest | LMP1  | Audi R18 e-tron quattro |     | 1   | 4   |     |     |     |     |     | 11.º | 49     | [ 21 ] |
| 2013 | Audi Sport Team Joest | LMP1  | Audi R18 e-tron quattro | SIL | SPA | LMS | SÃO | COA | FUJ | SHA | BHR | 9.º  | 45     | [ 22 ] |
| 2013 | Audi Sport Team Joest | LMP1  | Audi R18 e-tron quattro |     | 3   | 3   |     |     |     |     |     | 9.º  | 45     | [ 22 ] |
| 2014 | Audi Sport Team Joest | LMP1  | Audi R18 e-tron quattro | SIL | SPA | LMS | COA | FUJ | SHA | BHR | SÃO | 12.º | 36     | [ 23 ] |
| 2014 | Audi Sport Team Joest | LMP1  | Audi R18 e-tron quattro | 2   |     |     |     |     |     |     |     | 12.º | 36     | [ 23 ] |